# Фокін Антон Вікторович
Антон Фокін  (узб. Anton Fokin, 13 листопада 1982) — узбецький гімнаст, олімпійський медаліст.

## Виступи на Олімпіадах
| Олімпіада  | Дисципліна       | Місце             |
| ---------- | ---------------- | ----------------- |
| Пекін 2008 | абсолютний залік | 16                |
| Пекін 2008 | вільні вправи    | 58 (кваліфікація) |
| Пекін 2008 | паралельні бруси | 3                 |
| Пекін 2008 | перекладина      | 65 (кваліфікація) |
| Пекін 2008 | кільця           | 41 (кваліфікація) |
| Пекін 2008 | кінь             | 22 (кваліфікація) |